# پژتوچنا
پژتوچنا (به لهستانی:  Przytoczna) یک روستا در لهستان است که در گمینا پژتوچنا واقع شده‌است. پژتوچنا ۲٬۴۰۰ نفر جمعیت دارد.